# Richard Austin (Dirigent)
Richard Dennis Oliver Austin (* 26. Dezember 1903 in Birkenhead; † 1. April 1989 in Reading) war von 1934 bis 1940 Chefdirigent des Bournemouth Municipal Orchestra, des 1954 umbenannten Bournemouth Symphony Orchestra und erster Nachfolger des Gründers des Orchesters, Sir Dan Godfreys sowie später Professor am Royal College of Music.

## Jugend
Austin, Sohn des englischen Opernsängers und Komponisten Frederic und von Amy Austin, besuchte die Gresham’s School in Holt in der Grafschaft Norfolk. Als Mitglied des Schauspielensembles der Schule spielte er 1921 die Rolle des 'Benedik' in Shakespeares Viel Lärm um nichts und 1922 'Hortensio' in Der Widerspenstigen Zähmung an der Seite W. H. Audens als Katherina. Danach studierte er am Royal College of Music und in München. Musik.

## Künstlerisches Wirken
Nach seinem zweiten sechsmonatigen Aufenthalt in München bekam Austin eine Assistenzstelle als Dirigent an einer Royal College opera class. Danach war er in derselben Funktion auch als Chorleiter für eine Produktion des Mr. Pepys und anderer Theaterstücke am Everyman Theatre, Hampstead tätig. Als Adrian Boult ihm für eine Opernsaison anbot, ihm zu assistieren, wechselte Austin nach Bristol, wo er während der Spielzeit sogar die Leitung des Orchesters übernahm, da Boult Verpflichtungen in Ägypten wahrnehmen musste. Im Anschluss bewarb er sich erfolgreich um die Stelle des Dirigenten am örtlichen kleinen, professionellen Glen Pavilion Orchestra, mit dem er auch seine ersten Radioübertragungen bei der BBC machte. 1929 verpflichtete er sich für drei Jahre bei der Carl Rosa Opera Company, mit der er in vielen britischen Städten gastierte und arbeitete danach 1933, mit einem nur kurz existierenden städtischen Opernorchester zusammen. Während er als Dirigent an der Produktion des Musicals The Golden Toy im London Coliseum mit Peggy Ashcroft, Wilfrid Lawson, Nellie Wallace und Lupino Lane beteiligt war, wurde er auf die Stellenausschreibung des Musikdirektors beim Bournemouth Municipal Orchestra aufmerksam. 
Aus einer großen Anzahl von Bewerbern wählte Sir Dan Godfrey, der Gründer des Orchesters, Austin für diese Position aus. 1934 übergab Godfrey den Stab des Musikdirektors an Austin. Die Winter Gardens Society, eine Art Aufsichtsrat, stellte an Austin und das Orchester hohe Ansprüche und erwartete von dem Ensemble, dass es im Winter drei Konzerte pro Woche gab und in den Sommerwochen noch etliche mehr. Erwartet wurde obendrein die Ausweitung des Repertoires. Austin setzte die Tradition Godfreys fort, zu den jährlichen Festivals berühmte Solisten, darunter Thomas Beecham, Henry Wood, Hamilton Harty und Igor Stravinsky, einzuladen. Austin trat 1940 zurück, als das Orchester aus Anlass des Zweiten Weltkriegs auf nur noch 24 Mitglieder zusammenschmolz und damit über keine reguläre Besetzung für ein Sinfonieorchester mehr verfügte. Sein weiterer Weg führte ihn an die Entertainments National Service Association, wo er von 1941 bis 1945 als musikalischer Berater tätig war. Danach, von 1946 bis zu seiner Emeritierung 1976, übernahm er eine Professur am Royal College of Music und bekleidete parallel dazu ab 1955 die Position eines Direktors des College-Orchesters.
Einen weiteren Verantwortungsbereich übernahm Austin von 1947 bis 1957 als Musikdirektor der New Era Concert Society und war darüber hinaus Gastdirigent am Sadler's Wells Theatre und von weiteren Orchestern in London und Städten im Vereinigten Königreich sowie in Europa und Übersee in den Niederlanden, Belgien, Deutschland, Spanien, Schweden, Schweiz, Finnland, Jugoslawien, Tschechoslowakei, Kuba, Mexiko, Südafrika, den Vereinigten Staaten und in Südamerika.

## Tonaufnahmen
Austin vertonte eine Auswahl der Werke Balfour Gardiners im Mai 1955 für Argo mit dem Tenor Alexander Young, dem Goldsmiths Choral Union und dem London Symphony Orchestra (Overture to a Comedy, Shepherd Fennel’s Dance, April, Philomela). Noch im selben Jahr machte er eine Aufnahme mit dem Cellisten André Navarra von Blochs Schelomo und Tschaikowskis Rokoko-Variationen. Darüber hinaus zeichnete er verantwortlich für die Aufnahme der The Beggar's Opera mit Dennis Noble, Carmen Prietto, Martha Lipton, Roderick Jones, Marjorie Westbury, John Cameron und William McAlpine als Solisten.